# Pistol-mitralieră Thompson
Pistolul-mitralieră Thompson este un pistol-mitralieră inventat de ofițerul american John T. Thompson în anul 1918, cu scopul de a intra în uzul armatelor Antantei, în timpul Primului Război Mondial, dar folosit intensiv de armatele Aliaților din cel de-Al Doilea Război Mondial. Pistolul-mitralieră Thompson a fost răspunsul americanilor la pistoalele și puștile-mitralieră franțuzești (Ribeyrolles 1918), germane (MP 18/28) și rusești (Fiodorov), apărute în timpul Primului Război Mondial. Însă pistolul-mitralieră Thompson a devenit faimos în timpul perioadei interbelice, odată cu Prohibiția, fiind utilizat atât de armată și poliție, cât și de criminali și gangsteri, fiind apreciat pentru calibrul său mare, pentru acuratețea și fiabilitatea sa și pentru încărcătoarele sale largi.
Pistolul-mitralieră Thompson a mai fost cunoscut și drept "Tommy Gun", "Annihilator", "Chicago Typewriter", "Chicago Piano", "Chicago Style", "Chicago Grinder", "Trench Broom" "Chopper", sau pur și simplu "The Thompson".

## Utilizatori
- Afganistan: [3] folosite în special de talibani.[necesită citare]
- Albania:[4] copii chinezești și iugoslave.[necesită citare]
- Algeria[5]
- Australia:[4] Folosit de armata australiană în timpul Celui De-Al Doilea Război Mondial până la adoptarea pistolului-mitralieră australian Owen.
- Belgia[4]
- Bolivia[6]
- Brazilia: Utilizat de armata braziliană în timpul Celui De-Al Doilea Război Mondial[7] până la mijlocul anilor 1980.
- India Britanică: utilizate de armata indo-britanică în timpul Celui De-Al Doilea Război Mondial.
- Canada[8]
- Cuba[9]
- China: Copii fără licență.[10][11]
- Taiwan[12]
- Columbia[4]
- Croația[13]
- Cehia[4]
- Republica Dominicană[4]
- Egipt[14]
- Franța:[10] Versiunea M1928A1 este cunoscută sub denumirea de  Pistolet-mitrailleur 11 mm 43 (C.45) M. 28 A1.[15]
- Grecia: Utilizate de autoritățile grecești și partizani în timpul Celui De-Al Doilea Război Mondial.[16][12] Versiunea M1A1 a fost de asemenea utilizată.[17]
- Haiti[18]
- India[necesită citare]
- Indonezia:[19] capturate de la autoritățile coloniale olandeze.
- Irak: Insurgenții irakieni.[20]
- Irlanda:[19] 123 de exemplare utilizate de Forțele de Apărare Irlandeze.
- Israel:[21]
- Italia: Exemple capturate au fost folosite de armata italiană înainte de 8 septembrie 1943.[22] De asemenea, furnizate partizanilor și armatei italiene co-beligerante.[23] După război, au fost folosite de aviația italiană[24] și de Carabinieri.[25]
- Japonia: Au fost folosite în anumite cantități de forța maritimă de autoapărare japoneză[26]
- Iordania[27]
- Coreea de Sud: primite de la americani în timpul Războiului din Coreea și Vietnam.
- Laos: primite de la americani în timpul Primului Război din Indochina și în timpul Războiului din Vietnam.[28]
- Luxemburg: M1A1 în serviciu între anii 1952-1967, înlocuite de Uzi.[29]
- Malaysia[4]
- Malta[necesită citare]
- Myanmar[necesită citare]
- Țările de Jos: [30]
- Nepal[necesită citare]
- Noua Zeelandă: M1928 și M1928A1[31]
- Nicaragua[32]: Garda Națională din Nicaragua a primit M1928A1, iar unele au fost capturate de rebelii lui Sandino.[33]
- Vietnamul de Nord: Copii fără licență.[10] Utilizate de Viet Minh în timpul Primului Război din Indochina.[34]
- Pakistan: Folosit de armata pakistaneză în timpul Războiului Indo-Pakistanez din 1947.
- Paraguay: posibil[35]
- Filipine[4]
- Polonia: Folosit de forțele armate poloneze din Occident în timpul celui de-al doilea război mondial[36] și de partizani în timpul Revoltei din Varșovia.
- Portugalia: folosite de poliție.[37]
- Vietnamul de Sud[13]
- Uniunea Sovietică[38]
- Suedia[39]
- Thailanda[necesită citare]
- Turcia: Folosite în timpul Războiului din Coreea[40] și în Invazia turcă a Ciprului.[41][42]
- Ucraina: observate, utilizatori necunoscuți.[4]
- Regatul Unit: Folosite pentru prima oară în timpul Celui De-Al Doilea Război Mondial.[43]
- Statele Unite: Folosite de armata americană între anii 1938-1971.[44][45]
- Venezuela[46]
- Germania de Vest:[4] Primite de la americani în timpul Războiului Rece.
- Iugoslavia[47]

### Alți utilizatori
- Sindicatele americane de criminalitate organizată, cum ar fi Chicago Outfit și Mafia americană.
- Armata Republicană Irlandeză.[48][49]
- Viet Cong.[50]
- The Angry Brigade[51]

## Galerie

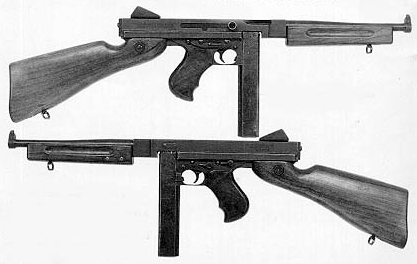
M1A1.
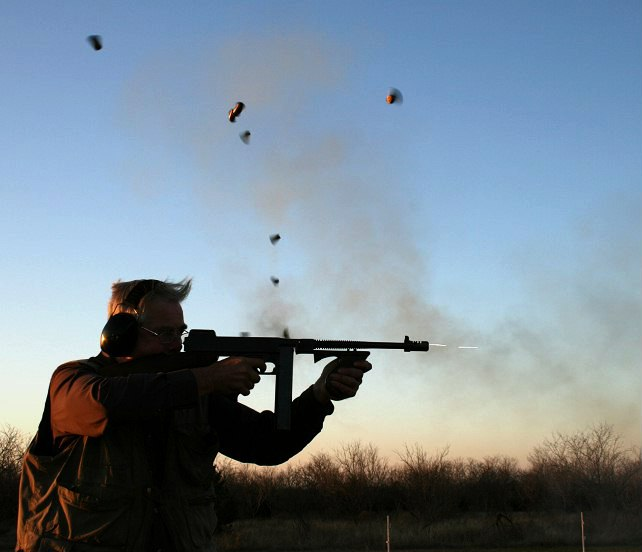
În uz.
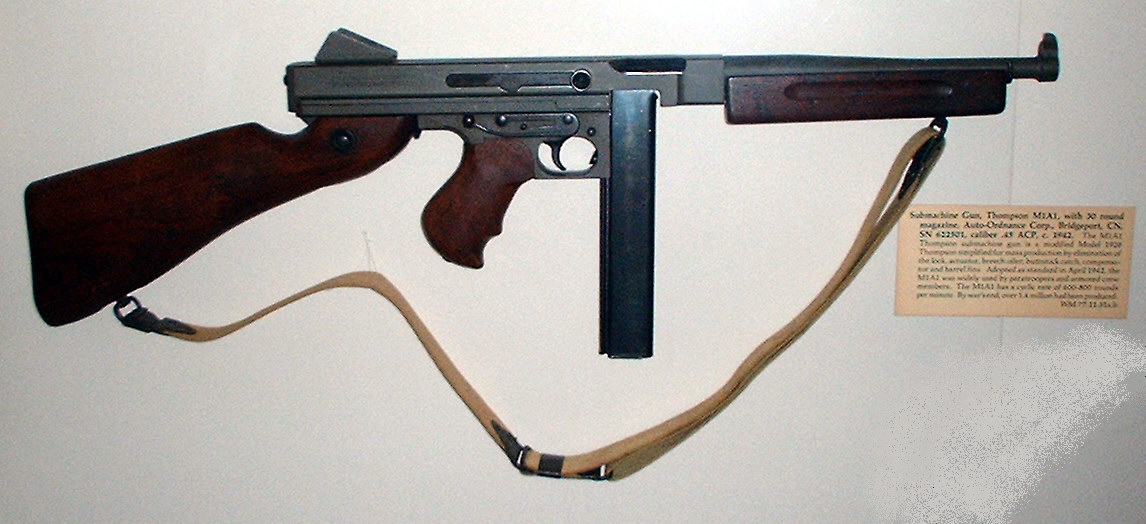
M1A1.
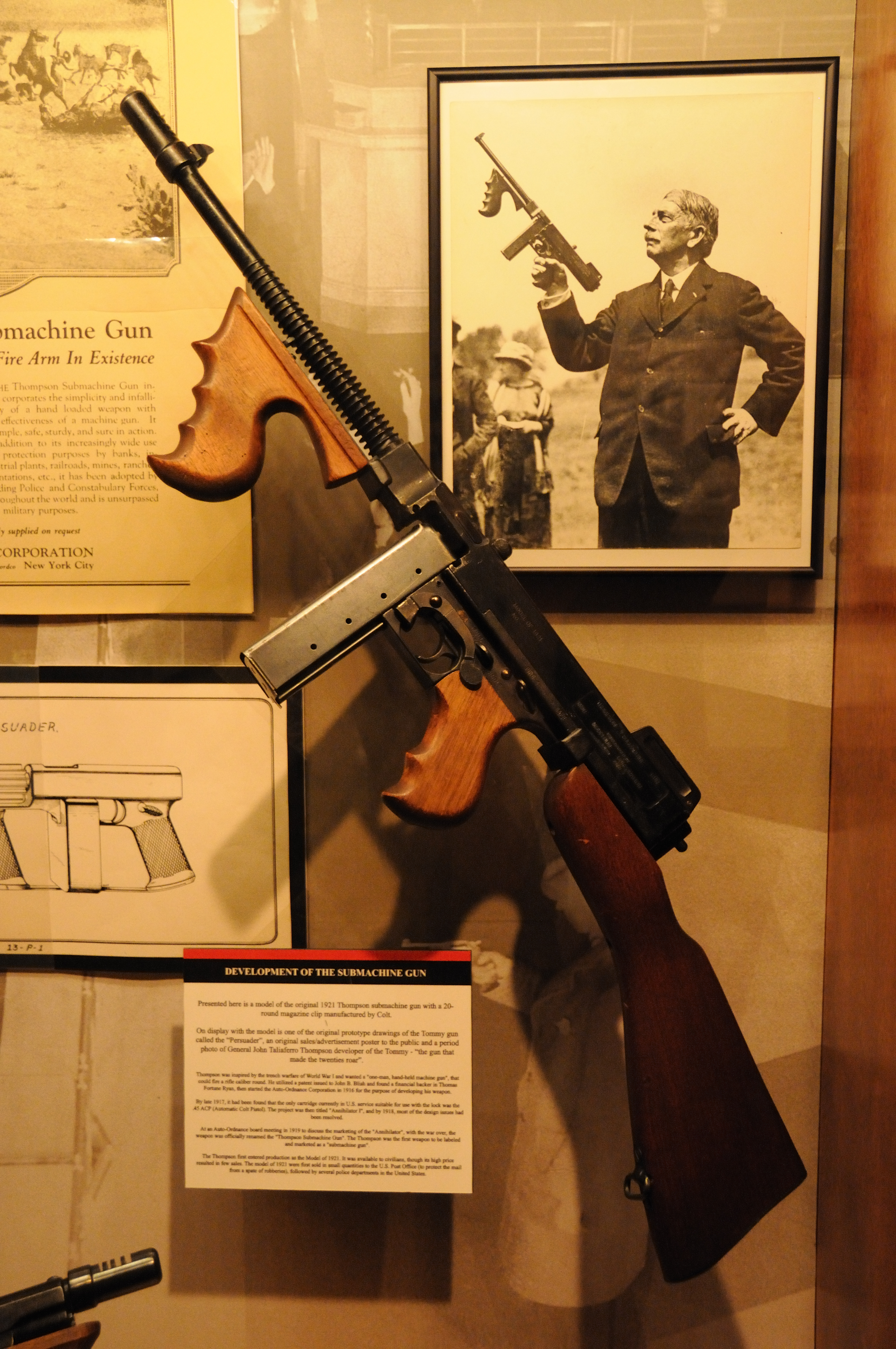
M1928.